# ロレンツォ・アモルーゾ
ロレンツォ・ピエール・パオロ・アモルーゾ（Lorenzo Pier Paolo Amoruso, 1971年6月28日 - ）は、イタリア・バーリ県バーリ出身の元サッカー選手。現役時代のポジションはDF（センターバック）。

## 所属クラブ
- ASバーリ 1988-1995

→  ACマントヴァ 1991-1992 (loan)
→  ペスカーラ・カルチョ 1992-1993 (loan)
- ACフィオレンティーナ 1995-1997
- レンジャーズFC 1997-2003
- ブラックバーン・ローヴァーズFC 2003-2006
- SSコスモス 2008